# أنطونيو موتا
أنطونيو موتا (بالإسبانية: Antonio Mota)‏ (26 يناير 1939 بمدينة مكسيكو في المكسيك - 13 سبتمبر 1986) هو لاعب كرة قدم مكسيكي في مركز حراسة المرمى، شارك في كأس العالم 1962 وكأس العالم 1970. وشارك مع منتخب المكسيك لكرة القدم. أما مع النوادي، فقد لعب مع نادي نيكاكسا ونادي أورو.

## وصلات خارجية
- أنطونيو موتا على موقع قاعدة بيانات كرة القدم.إي يو (الإنجليزية)
- أنطونيو موتا على موقع ناشيونال فوتبول تيمز (الإنجليزية)
- أنطونيو موتا على موقع Soccerway.com (الإنجليزية)
- أنطونيو موتا على موقع عالم كرة القدم.نت (الإنجليزية)